# Swen Persson (militär)
För andra betydelser, se Swen Persson.
Swen Gunnar Persson, född 26 maj 1944 i Landskrona, är en svensk pensionerad officer i Flygvapnet.

## Biografi
Persson blev fänrik i Flygvapnet 1966. Han befordrades till löjtnant 1968, till major 1977, till överstelöjtnant 1981, till överste 1988 och till överste av 1:a graden 1995.
Persson inledde sin militära karriär i Flygvapnet 1966 vid Svea flygkår (F 8), där han tjänstgjorde fram tills att flygkåren avvecklades 1974. 1974–1977 tjänstgjorde han vid Militärhögskolan (MHS). 1977–1981 tjänstgjorde han vid Underrättelseavdelningen vid Försvarsstaben, med ett mellanår 1978 som detaljchef för Flygenheten vid Försvarsstaben. 1981–1984 var han lärare vid Militärhögskolan med ett mellanår 1982 som kurschef. 1984–1986 var han chef för Underrättelseavdelningen vid Försvarsstaben. 1986–1988 var han strategisk rådgivare åt Överbefälhavare Bengt Gustafsson, samt chef för Operationsplanavdelningen vid Försvarsstaben. 1988–1990 var han ställföreträdande sektorflottiljchef och tillika flottiljchef för Upplands flygflottilj (F 16/Se M). 1990–1991 utbildade han sig vid National Defence University i Washington. 1991–1994 var han huvudlärare vid Militärhögskolan. 1993–1994 var han även chef för Militärhistoriska avdelningen vid Militärhögskolan. 1994–1995 var han ställföreträdande chef för Försvarshögskolan. 1995–1998 var han chef för Operationsledningen vid Södra militärområdesstaben (Milo S). 1998–2002 var han chef för Försvarets krigsspelscentrum (FKSC). Persson lämnade Försvarsmakten 2002. Persson är sedan 1988 invald i Kungliga Krigsvetenskapsakademien.